# 법적 책임
법에서 책임(liable)은 "법적으로 책임지거나 응답할 의무가 있는, 법적으로 의무가 있는" 것을 의미한다. 법적 책임(legal liability)은 민법과 형법 모두에 해당하며, 계약, 불법행위, 조세 또는 정부 기관이 부과하는 벌금과 같은 다양한 법률 분야에서 발생할 수 있다. 원고는 책임을 확립하거나 증명하고자 하는 사람이다.

## 사업에서의 책임
상법에서 유한책임은 특정 사업 형태에 포함된 보호 방법으로, 소유자를 특정 유형의 책임으로부터 보호하고 주어진 소유자가 책임질 금액을 제한한다. 유한책임 형태는 소유자와 사업을 분리한다. 유한책임 형태는 본질적으로 소유자를 사업의 책임으로부터 보호하는 법인 베일 역할을 한다. 이는 사업이 소송에서 책임이 있다고 판명될 때 소유자 자신이 책임지는 것이 아니라 사업이 책임진다는 것을 의미한다. 따라서 소유자가 사업에 투자한 자금이나 재산만이 그 책임의 대상이 된다. 예를 들어, 유한책임 사업이 파산하는 경우, 소유자는 개인 주거지(개인 보증을 제공하지 않는다고 가정)와 같은 관련 없는 자산을 잃지 않는다. 유한책임 보호를 제공하는 사업 형태에는 유한책임조합, 유한책임회사, 코퍼레이션이 포함된다. 일인회사와 파트너십에는 유한책임이 포함되지 않는다.
이는 주주가 투자한 금액(주식 가치 하락 형태)만 잃는 대규모 사업의 표준 모델이다. 자세한 설명은 사업체를 참조하라.
그러나 이 규칙에는 예외가 있으며, 소유자가 소유자로부터 원고의 회복을 정당화하는 행위에 참여한 경우 원고가 유한책임 사업의 소유자를 상대로 소송을 제기할 수 있다. 이 예외를 "법인격부인론"이라고 한다. 법원은 심각한 위반이 없는 한 이 예외를 사용하지 않으려 한다. 유한책임은 기업가, 사업 및 경제가 성장하고 혁신하는 데 도움이 된다. 따라서 법원이 종종 베일을 뚫기로 선택한다면 그러한 혁신은 제한될 것이다. 법원이 베일을 뚫어야 하는지 여부를 결정하기 위해 사용할 정확한 테스트는 미국 주마다 다르다.
일인회사 및 일반 파트너십의 경우 책임은 무한하다. 무한책임은 사업의 소유자가 모든 사업의 부채를 부담할 전적인 책임이 있음을 의미한다. 여기에는 파산 및 청산 시 개인 자산 압류가 포함될 수 있다. 유한책임조합 및 유한책임회사의 전문가는 자신의 불법행위 및 부실 관행에 대해 무한책임을 진다. 사업의 유한책임은 이러한 위법 행위에는 더 이상 적용되지 않는다.
사업주를 위해, 사업을 책임 및 재정적 문제와 이슈로부터 보호하기 위해 알아야 할 주요 책임 노출 범주가 있다. 첫 번째는 고용 관련 문제로, 인력이 많고 이직률이 높을수록 부당 해고 청구와 같은 책임 소송 가능성이 커진다. 또 다른 영역은 구내에서 발생하는 사고 및 부상이다. 다음으로, 직원이 회사 차량을 운전할 수 있는 경우 차량 관련 책임이 있으며, 이는 회사 차량 사용 중 사고로 이어질 수 있다. 제품 관련 책임(제조물 책임이라고도 함)은 부상 및 사고를 초래하는 제품의 부실 제조를 상세히 설명하며, 이는 다음 섹션에서 더 자세히 논의된다. 오류/누락은 계약 또는 서류 작업과 같은 회사 측의 실수로 인해 소송이 발생할 수 있는 또 다른 범주이다. 마지막으로, 마지막 주요 범주는 법인격 부인론에서 볼 수 있듯이 이사 및 임원이 회사에서 취한 조치에 대해 개인적으로 책임을 지는 것과 관련이 있다. 전반적으로, 사업이 커지고 성공할수록 책임 소송 가능성이 증가하지만, 소규모 사업도 완전히 면역되지는 않는다. 기업가와 사업주는 사업이 보호받도록 이러한 유형의 책임 노출을 인지해야 한다.

### 제조물 책임
제조물 책임법은 손실이나 부상을 초래한 결함 있는 상품을 공급한 원고와 피고 간의 민사 소송을 규율한다. 11.
제조물 책임과 법에서의 그 유행은 역사를 통해 변화했다. 19세기에는 제조업체와 다른 판매자 모두에게 유리하게 작용했다. "Caveat emptor"("구매자 주의")가 이 법 분야에서 최고로 군림했다. 이 시대에는 판매자가 고객에게 받은 적이 없는 명시적인 약속을 한 경우가 아니면 책임이 없었다. 19세기는 또한 산업 혁명이 시작되어 비즈니스 세계를 변화시키던 시기였다. 이러한 산업화 및 제조업의 성장을 촉진하기 위해 법은 새로운 산업을 약화시킬 손해 배상을 허용하지 않았다. 20세기와 21세기에는 제조업체를 책임으로부터 보호할 필요가 더 이상 없었다. 오히려 소비자가 기업 및 기타 사업 형태와 자유롭게 협상할 권한이 적었기 때문에 산업에 책임 기준을 부과할 필요가 더 커졌다. 또한 상품의 복잡성과 정교함이 증가하여 일반 구매자가 이러한 상품을 구매할 때 제조 문제를 파악하기가 더 어려워졌다. 이제 새로운 문구가 책임을 지배한다: "caveat venditor"("매도자 위험 부담") 또는 "판매자 주의". 법은 판매자와 제조업체가 보험의 도움으로 결함에 대해 더 많은 책임을 질 수 있으며, 가격을 인상하여 손해를 사회화하고 소비자에게 비용을 부담하게 할 수 있다고 판단한다.
제조업자가 과실이 있다고 판단되면, 이는 제품으로 인한 합리적으로 예측 가능한 위험을 제거하지 않아 고객에 대한 의무를 위반했음을 의미한다. 제조업자는 제조 공정에 문제가 있거나, 제품을 제대로 검사하지 않거나, 제품에 예측 가능한 해악 위험이 있을 때 고객에게 합리적인 경고를 하지 않거나, 디자인 자체가 해악 위험을 초래하는 경우 과실이 있는 것으로 간주될 수 있다. 과실을 판단할 때 예측 가능한 해악의 규모와 심각성도 평가된다.

### 고용주 책임
고용주와 피고용인 사이에 존재하는 한 형태의 책임이 있다. 이를 사용자의 책임이라고 한다. 이것이 적용되려면 한 당사자가 제3자에 대해 책임이 있고, 제3자가 불법 행위를 저질러야 한다. 고용주는 직원의 행위가 불법(예: 괴롭힘 또는 차별)이거나, 직원의 부주의한 행위가 근무 중 재산 손상 또는 부상을 초래하는 경우 직원의 행위에 대해 책임을 질 수 있다.
Respondeat superior("상급자가 답변하라")는 고용주가 직원의 행동에 대해 책임지는 시기를 규정하는 법적 원칙이다. 고용주는 사건 발생 당시 직원이 고용 범위 내에서 행동하는 동안 불법행위나 해로운 행위를 저질렀을 때 이 규칙에 대해 걱정해야 한다. "고용 범위"라는 용어는 직원이 고용주가 할당한 작업을 수행하거나 고용주의 통제를 받는 작업을 완료하는 경우를 말한다. 사건으로 이어진 행위가 고용 범위 내에 있는지 테스트하려면 다음을 결정해야 한다.
1. 직원이 수행하도록 고용된 작업 유형이었는지
2. 승인된 근무 시간 내에 유연하게 발생했는지
3. 사건이 고용주가 승인한 위치에서 지나치게 멀리 떨어져 있지 않았는지
4. 사건이 적어도 부분적으로는 고용주를 위한 목적을 위해 동기가 부여되었는지

이 네 가지 요인이 사실로 밝혀지면 고용주는 불법행위에 대해 답변해야 한다. 이 법적 원칙의 근거는 고용주가 재정적 부담을 가장 잘 감당할 수 있다고 생각되기 때문이며, 고용주는 보험으로 이 부담으로부터 자신을 보호할 수 있고, 비용은 가격을 인상하여 고객에게 전가될 수 있기 때문이다. 반면에 직원이 "직무 이탈(detoured)" 또는 "직무 일탈(frolicked)"을 한 것으로 밝혀지면 고용 범위를 정의하는 것이 더 까다로워진다. 직무 일탈 및 직무 이탈 규칙은 책임이 적용되는 방식을 변경한다. "직무 일탈"은 직원이 직업과 관련 없는 활동을 완료할 때 불법행위를 초래하는 경우이다. 직원이 "직무 일탈"을 한 것으로 밝혀지면 직원은 손해에 대해 책임을 지게 된다. 예를 들어, 배달 운전사가 몇 시간 동안 배달을 완료하지 않고 개인 쇼핑을 하고, 상점으로 가는 길에 보행자를 치는 경우이다. "직무 이탈"은 더 사소하다. 직원은 여전히 비업무 관련 활동에 참여하고 있지만, 그 활동이 업무 의무를 크게 무시하는 것은 아니다. "직무 이탈"의 예는 소포를 배달하는 길에 배달 운전사가 드라이브 스루에 들러 음식을 사먹는 경우이다. 식당에서 나와 배달을 계속하기 위해 운전사가 보행자를 치는 경우이다. 여기서는 "직무 이탈"이 사소했기 때문에 고용주는 여전히 이러한 손해에 대해 책임을 질 수 있다.
고용주는 또한 과실 채용이라는 법적 원칙에 따라 책임을 질 수 있다. 이는 신입 직원을 채용하는 과정에서 고용주가 지원자가 직원으로 고용될 경우 잠재적인 위험을 초래하지 않는지 확인하기 위해 범죄 기록, 배경 또는 참고 자료를 확인하지 않을 때 발생한다. 과실 유지라는 유사한 원칙에 따라 고용주는 직원이 다른 사람에게 잠재적인 위험을 초래한다는 것을 알면서도 고용을 유지하는 경우 책임을 질 수 있다. 과실 채용 또는 유지 주장을 피하기 위해 고용주는 일반 대중에게 위험을 초래할 직원을 고용하지 않도록 적절한 조치를 취해야 하며, 해고를 포함하여 주의를 요하는 모든 우려에 대해 적절한 조치를 취해야 한다. 어린이나 노인과 같은 취약 계층을 돌보는 고용주, 고객의 집을 방문하는 고용주, 또는 무기에 접근할 수 있는 고용주는 기본 관행으로 범죄 배경 조사를 수행할 수 있으며, 직원 심사, 감독 및 징계와 관련하여 추가적인 법적 의무를 가질 수 있다.
고용주에게는 자신을 위해 일하는 사람이 독립 계약자인지 직원인지 파악하는 것이 중요하다. 직원은 고용주에게 급여를 받는 근로자이다. 반면 독립 계약자는 결과물을 내기 위해 고용주와 계약하며, 그 결과물을 어떻게 완료할지 스스로 결정한다. 차이점은 고용주가 대리인에게 얼마나 많은 통제권을 행사할 수 있는지에 있다. 직원은 더 많은 통제를 받지만, 독립 계약자와 같은 비직원 대리인은 업무 수행 방식에 더 많은 자유를 갖는다. 고용주가 업무 방식을 완전히 통제하지 않기 때문에 고용주는 일반적으로 비직원 대리인이 저지른 불법 행위에 대해 책임이 없다. 그러나 여기에는 예외가 있다. 고용주가 무능한 대리인을 고용했거나, 비직원 대리인이 고용주가 부여한 주의의무를 이행하지 않아 해를 입힌 경우(주의의무는 성공적인 수행이 너무 중요하여 대리인에게 위임되어 수행되지 않아도 고용주가 여전히 책임지는 행위임), 그리고 비직원 대리인이 매우 위험한 활동을 완료하는 데 필요한 올바른 예방 조치를 취하지 않은 경우 고용주는 직접적인 책임을 질 수 있다.
고용주는 또한 대리인이 맺는 계약에 따라 자신의 책임 범위가 어떻게 달라질 수 있는지 알아야 한다. 대리인은 다른 당사자(일반적으로 고용주)를 대신하여 행동할 권한을 가진 사람이다. 일반적으로 고용주는 대리인이 계약을 체결할 실제적 또는 묵시적 권한을 가졌다면 대리인이 맺은 계약에 대해 책임을 진다. 실제적 권한은 대리인이 고용주의 의사소통 및 표명에 따라 특정 활동을 추구하고 완료할 수 있는 능력이다. 명시적 권한은 고용주가 대리인이 무엇을 할 권한이 있는지 명확히 진술하는 반면, 묵시적 권한은 고용주가 대리인에게 기대하는 바에 따라 대리인이 허용될 것으로 합리적으로 추정되는 것을 기반으로 한다. 명시적 권한과 묵시적 권한은 모두 실제적 권한의 유형이다. 두 번째 유형의 권한은 묵시적 권한이다. 이는 고용주의 행동이 제3자로 하여금 대리인이 특정 방식으로 행동하고 고용주를 대신하여 제3자와 계약을 체결할 수 있다고 합리적으로 추정하게 만들 때 발생한다. 대리인이 계약에 대해 책임이 있는지 판단하려면 고용주의 유형을 살펴봐야 한다. 고용주의 유형은 네 가지이다. 공개된 고용주는 제3자에게 알려져 있고, 제3자는 대리인이 이 고용주를 위해 행동하고 있음을 알고 있다. 모든 당사자가 계약과 계약에 참여하는 사람을 인지하고 있으므로 대리인은 공개된 고용주를 위해 체결된 승인된 계약에 대해 책임이 없다. 미확인 고용주는 제3자가 대리인이 고용주를 위해 행동하고 있음을 알지만 고용주의 신원을 모르는 경우에 볼 수 있다. 대리인은 일반적으로 미확인 고용주를 위해 체결된 계약에 대해 책임을 진다. 미공개 고용주는 제3자가 고용주의 존재와 신원을 모르고 대리인이 계약의 다른 당사자라고 합리적으로 믿는 경우에 볼 수 있다. 이 경우 대리인은 계약에 대해 책임을 질 수 있다. 존재하지 않는 고용주는 대리인이 법인화되지 않은 단체와 같이 존재하지 않는 고용주를 위해 의도적으로 행동하는 경우를 말한다. 대리인이 고용주가 계약에 참여할 능력이 없다는 것을 알았더라도 제3자가 고용주가 존재하지 않는다는 것을 아는 경우 대리인은 책임을 진다. 대리인은 명시적으로 책임을 지기로 동의함으로써 자신을 계약에 묶을 수도 있다. 이를 피하기 위해 대리인은 자신의 이름으로 명시적인 약속을 하지 않아야 하며 계약이 고용주에게만 의무를 부과하도록 해야 한다. 대리인은 고용주를 위해 계약할 권한이 없는 경우 제3자에게 책임을 질 수도 있다. 대리인은 제3자가 대리인이 권한이 없음을 알거나, 고용주가 계약을 비준/확인하거나, 대리인이 제3자에게 자신의 권한 부족을 통지하는 경우 이 시나리오에서 책임을 면할 수 있다.

### 추가 개념
경제학자들은 "법적 책임"이라는 용어를 채무를 갚아야 하는 법적 의무를 설명하는 데 사용한다.

## 같이 보기
- 귀속 (법률)
- 불법행위
- 무과실책임